# Reliktowiec duży
Reliktowiec duży (†Moho bishopi) – gatunek średniej wielkości ptaka z rodziny reliktowców (Mohoidae). Występował endemicznie na hawajskich wyspach Maui i Molokaʻi. Ostatni raz odnotowany w 1981, uznany za wymarły.

## Taksonomia
Odkrywcą gatunku był Henry Palmer, kolekcjoner dla Waltera Rothschilda, który po raz pierwszy reliktowca dużego opisał na łamach Bulletin of the British Ornithologists’ Club w 1893. Nowemu gatunkowi nadał nazwę Acrulocercus bishopi. Obecnie (2021) Międzynarodowy Komitet Ornitologiczny umieszcza reliktowca dużego w rodzaju Moho; nie wyróżnia podgatunków. Epitet gatunkowy upamiętnia Charlesa Reeda Bishopa, amerykańskiego bankiera i filantropa. Spreparowane okazy przechowywane są w Bremie, Cambridge (Massachusetts), Honolulu, Nowym Jorku, Sztokholmie i Tring.

## Morfologia
Długość ciała około 28–30 cm. Samce były większe od samic. Wymiary przeliczone z cali, z dokładnością do 0,1 cm: długość skrzydła 11,4–12 cm u samca, 10,2–10,5 cm u samicy; długość ogona: 16–16,8 cm u samca, 12,7–13,7 u samicy; długość skoku: 2,5–3,8 cm u samca, ok. 3,4 cm u samicy; długość dzioba: 3,5–3,7 cm u samca, ok. 3 cm u samicy. Rothschild nie podał liczby zmierzonych okazów. W Birds of the Hawaiian Islands Henry Wetherbee Henshaw podał znacząco inną długość ciała: 22 cm (około 8,62 cala).
W upierzeniu nie występował dymorfizm płciowy. Głowę porastały pióra czarne z jaśniejszymi stosinami, wykazujące nieznaczny, metaliczny połysk. Szyja, grzbiet, pierś i brzuch były czarne, ale w innym odcieniu (jakby okopcone); wzdłuż stosiny występowały białe paski. Kuper i pokrywy nadogonowe czarne, podobnie jak skrzydła. Pokrywy uszne zdobił pęk wydłużonych piór o złocistożółtej barwie (u nasady czarnej). Spod skrzydeł wyrastał podobny, koloru jaskrawożółtawego; krótszy niż u reliktowca górskiego (Moho nobilis). Sterówki czarne z bardzo wąskimi białymi końcówkami. Pokrywy podogonowe jaskrawożółte. Tęczówka brązowa. Dziób i nogi czarne; podeszwy stóp różowożółte. Środkowa para sterówek była znacznie wydłużona (około 6,3 cm dłuższa od pozostałych) i ostro zakończona.

## Zasięg występowania
Reliktowce duże zamieszkiwały dwie hawajskie wyspy: Maui i Molokaʻi.

## Ekologia i zachowanie
Środowiskiem życia reliktowców dużych były wilgotne lasy. Według Perkinsa na Molokaʻi reliktowce te zamieszkiwały lasy z gęstym podszytem. Jedno stwierdzenie z Maui dotyczyło ptaka obserwowanego w 1901 w okolicach Olinda, na wysokości ok. 1300 m n.p.m. (4500 stóp). Informacji o pożywieniu reliktowców dużych dostarczył Perkins. Obserwował on te ptaki żerujące na nektarze Metrosideros polymorpha. W jednym z żołądków znalazł szczątki chrząszczy, fragmenty muszli i resztki nieokreślonych bezkręgowców. Żerowały również na kwiatach lobelii i bananowców; miały również zjadać ich owoce. Były to ptaki ogółem płochliwe, ale jeśli obserwująca je osoba zachowywała się cicho, stawały się ciekawskie. Nietrudno było je zwabić, naśladując ich płaczliwe zawołanie. Miało przypominać te reliktowców górskich, ale być cichsze i nie brzmieć jak stłumione. Perkins odnotował, że reliktowce duże odzywały się różnorodnymi innymi głosami: przypominającym stłumiony chichot, wysoki i czysty fletowy dźwięk i miauknięcie kota. Zawołanie tych reliktowców można było usłyszeć z odległości około 900 m. W transkrypcji angielskiej jego zapis brzmi owow-owow-ow, przy czym ostatni dźwięk był najgłośniejszy i brzmiał niemal jak krzyk.

## Status

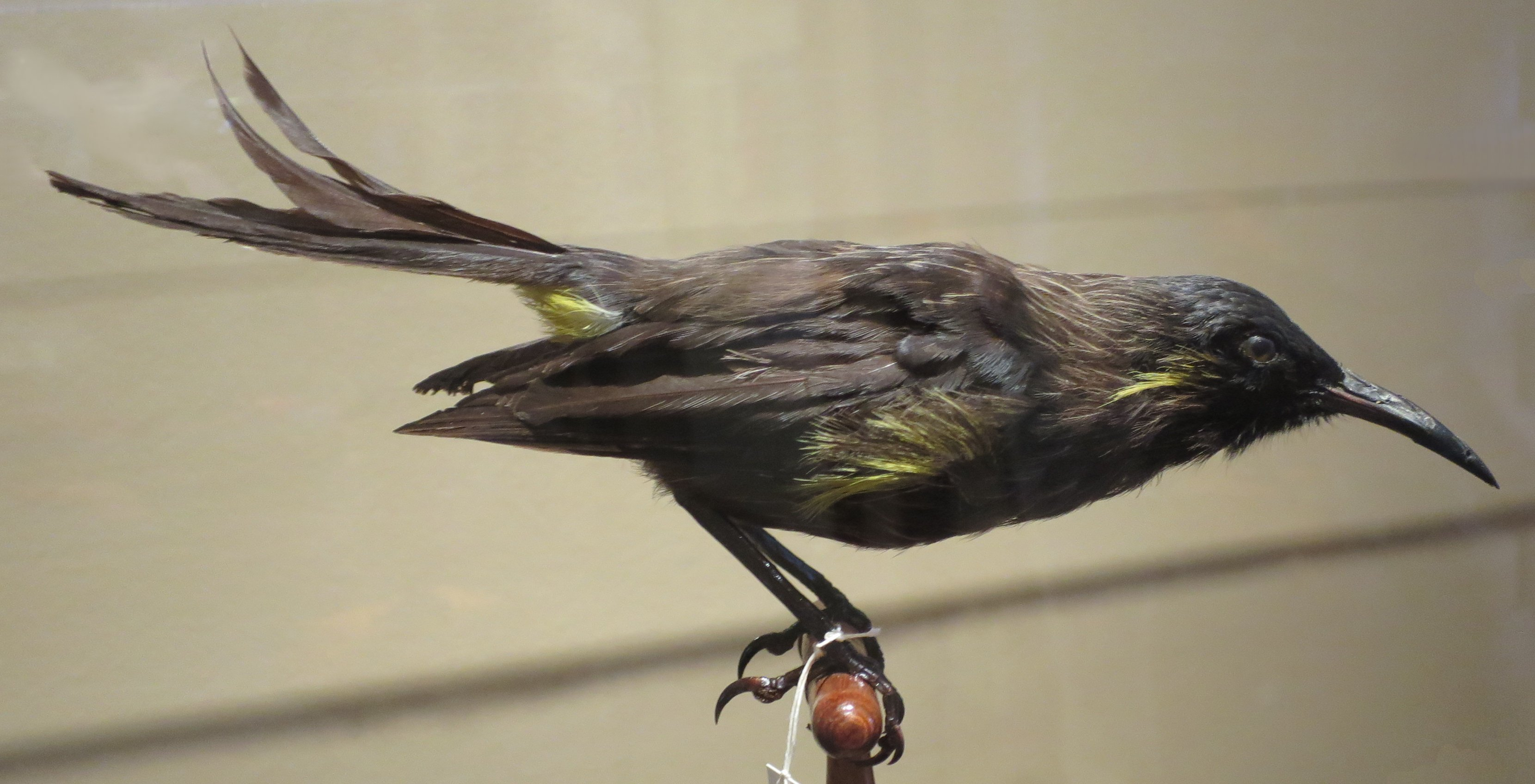
Wypchany okaz w Bishop's Museum, Honolulu

IUCN uznaje gatunek za wymarły (EX, Extinct). Na Moloka'i odnotowany po raz ostatni w 1904 przez ornitologa Munro; do 1915 docierały do niego lokalne doniesienia o występowaniu tych ptaków, jednak mimo prowadzenia intensywnych poszukiwań do 1949 nie zdołał żadnego zaobserwować. Niewiele wiadomo o zasięgu tych reliktowców na Maui, jednak ptaka, który miał należeć do tego gatunku, obserwowano w 1981 na północno-wschodnim stoku wulkanu Haleakalā. Pomimo poszukiwań nigdy już nie odnotowano reliktowców dużych i gatunek uznano za wymarły. Przyczyniło się do tego przekształcanie ich środowiska życia w tereny rolnicze i niszczenie go przez zdziczałe ssaki; na początku XX wieku problem stanowiły również wprowadzone szczury śniade (Rattus rattus) i choroby przenoszone przez zawleczone na wyspy komary.